# Oxyrrhynchium rugosipes
Oxyrrhynchium rugosipes là một loài Rêu trong họ Brachytheciaceae. Loài này được (Besch.) Broth. mô tả khoa học đầu tiên năm 1905.